# Werner Steinbrück
Werner Steinbrück war ein deutscher Fußballtrainer, der zu Beginn der 1950er-Jahre den oberfränkischen Verein FC Bayern Hof trainierte und anschließend zwei Mal für den Meidericher SV aus Duisburg in der Oberliga West tätig war.

## Laufbahn als Trainer

### FC Bayern Hof
Der in Berlin geborene Steinbrück ersetzte Ende Januar 1950 Gerhard Mälzer als Trainer des FC Bayern Hof. Dessen erste Mannschaft spielte in der zweitklassigen Landesliga Bayern um den Aufstieg in die damals höchste Spielklasse Oberliga Süd. Als Zweitplatzierter nahmen die Oberfranken mit dem VfL Neckarau, Viktoria Aschaffenburg und dem TSG Ulm 1846 an einer Aufstiegsrunde zur Oberliga teil, mussten sich aber als Drittplatzierter den Ulmern und dem letztlich aufstiegsberechtigten VfL Neckarau geschlagen geben. Zumindest gelang Hof eine Eingruppierung in die 2. Liga Süd, welche in diesem Jahr als Unterbau zur Oberliga geschaffen wurde. Dort belegte die Mannschaft in der Saison 1950/51 den achten Tabellenrang.

### Meidericher SV
Im Vorfeld der Spielzeit 1951/52 ging Steinbrück ins Ruhrgebiet zum Meidericher SV, welchem zuvor der erstmalige Aufstieg in die Oberliga West gelungen war. Dort ersetzte er Willi Multhaup, der überraschend zu Preußen Münster gewechselt war. Nach einem mittelmäßigen Saisonstart konnten im weiteren Verlauf der Hinrunde die starken Gegner FC Schalke 04, 1. FC Köln und Preußen Münster jeweils deutlich und Borussia Dortmund knapp mit 5:4 geschlagen werden. Am Saisonende wurde die Mannschaft um Kapitän Kurt Neumann Achter und brachte mit dem 25 Mal erfolgreichen Karl Hetzel den Torschützenkönig der Liga hervor. Im Sommer 1952 endete Steinbrücks Zeit bei den „Zebras“. Als sich der Verein im Frühjahr 1955 in einer sportlichen Krise befand, kehrte er als Interimstrainer zurück. Obwohl der Abstand zum Tabellenvierten Borussia Dortmund nur wenige Zähler betrug und sich das Tabellenmittelfeld stets in Reichweite befand, konnte sich der MSV nicht aus der Abstiegszone befreien und musste am Saisonende 1954/55 den erstmaligen Abstieg aus der Oberliga hinnehmen.